# District de Kunohe

Le district de Kunohe dans la préfecture d'Iwate.

Le district de Kunohe (九戸郡, Kunohe-gun) est un district situé dans la préfecture d'Iwate, au Japon.

## Géographie

### Démographie
Au 1er septembre 2015, la population du district de Kunohe était estimée à 35 822 habitants répartis sur une superficie de 763,56 km2.

### Divisions administratives
Le district de Kunohe est constitué de deux bourgs : Karumai et Hirono, et de deux villages : Kunohe et Noda.